# Svenska mästare i fotboll (damer)
Svenska mästare i fotboll (damer) har korats sedan 1973. Mästare blir det lag som under säsongen vinner Damallsvenskan. Mästarna får under den följande säsongen inneha Kronprinsessan Victorias pokal. Sättet att utse mästare har varierat genom åren.

## Historia
Mellan 1973 och 1977 korades de svenska mästarna för damer genom en mästerskapsturnering. Mellan 1978 och 1992 gick de bästa lagen i först Division I och sedan 1988 Damallsvenskan vidare till ett slutspel där det avgjordes vilket lag som blev svensk mästare. Sedan säsongen 1993 så har segraren i Damallsvenskan blivit svensk mästare, förutom under säsongerna 1998 och 1999 då de bästa lagen återigen gick till ett slutspel.
I oktober 1972 vann Öxabäcks IF även svenska riksmästerskapet.
Den enda gång som en förening har blivit mästare på båda herr- och damsidan är 1986, när Malmö FF:s herrar vann sin SM-final (mot AIK) och damerna vann sin (mot Sunnanå SK).

## Svenska mästare genom åren
Svenska riksmästerskapet
- 1972 – Öxabäck IF

Svenska mästerskapet
- 1973 – Öxabäck IF
- 1974 – Jitex BK
- 1975 – Öxabäck IF
- 1976 – Jitex BK
- 1977 – Jakobsbergs GoIF

SM-slutspel

- 1978 – Öxabäck IF
- 1979 – Jitex BK
- 1980 – Sunnanå SK
- 1981 – Jitex BK
- 1982 – Sunnanå SK
- 1983 – Öxabäck IF
- 1984 – Jitex BK
- 1985 – Hammarby IF
- 1986 – Malmö FF1
- 1987 – Öxabäck IF
- 1988 – Öxabäck IF (första damallsvenskan)
- 1989 – Jitex BK
- 1990 – Malmö FF1
- 1991 – Malmö FF1
- 1992 – Gideonsbergs IF

Damallsvenskan
- 1993 – Malmö FF1
- 1994 – Malmö FF1
- 1995 – Älvsjö AIK
- 1996 – Älvsjö AIK
- 1997 – Älvsjö AIK

SM-slutspel
- 1998 – Älvsjö AIK
- 1999 – Älvsjö AIK

Damallsvenskan

- 2000 – Umeå IK
- 2001 – Umeå IK
- 2002 – Umeå IK
- 2003 – Djurgården/Älvsjö
- 2004 – Djurgården/Älvsjö
- 2005 – Umeå IK
- 2006 – Umeå IK
- 2007 – Umeå IK
- 2008 – Umeå IK
- 2009 – Linköpings FC
- 2010 – LdB FC Malmö1
- 2011 – LdB FC Malmö1
- 2012 – Tyresö FF
- 2013 – LdB FC Malmö1
- 2014 – FC Rosengård1
- 2015 – FC Rosengård1
- 2016 – Linköpings FC
- 2017 – Linköpings FC
- 2018 – Piteå IF
- 2019 – FC Rosengård1
- 2020 – Kopparbergs/Göteborg
- 2021 – FC Rosengård
- 2022 – FC Rosengård
- 2023 – Hammarby IF
- 2024 – FC Rosengård

1  Malmö FF blev Ldb Fc Malmö år 2007, år 2013 gick man ihop med FC Rosengård och bytte till säsongen 2014 namn till "FC Rosengård".

## Svenska mästare
Följande tabell visar antal gånger respektive lag har blivit svenska mästare i fotboll sedan 1973.
| Titlar | Klubb                                                                        |
| ------ | ---------------------------------------------------------------------------- |
| 14     | FC Rosengård                                                                 |
| 7      | Umeå IK                                                                      |
| 6      | Öxabäcks IF, Jitex BK                                                        |
| 5      | Älvsjö AIK                                                                   |
| 3      | Linköpings FC                                                                |
| 2      | Sunnanå SK, Djurgården/Älvsjö, Hammarby IF                                   |
| 1      | Jakobsbergs GoIF, Gideonsbergs IF, Tyresö FF, Piteå IF, Kopparbergs/Göteborg |